# 爱德华·丹多

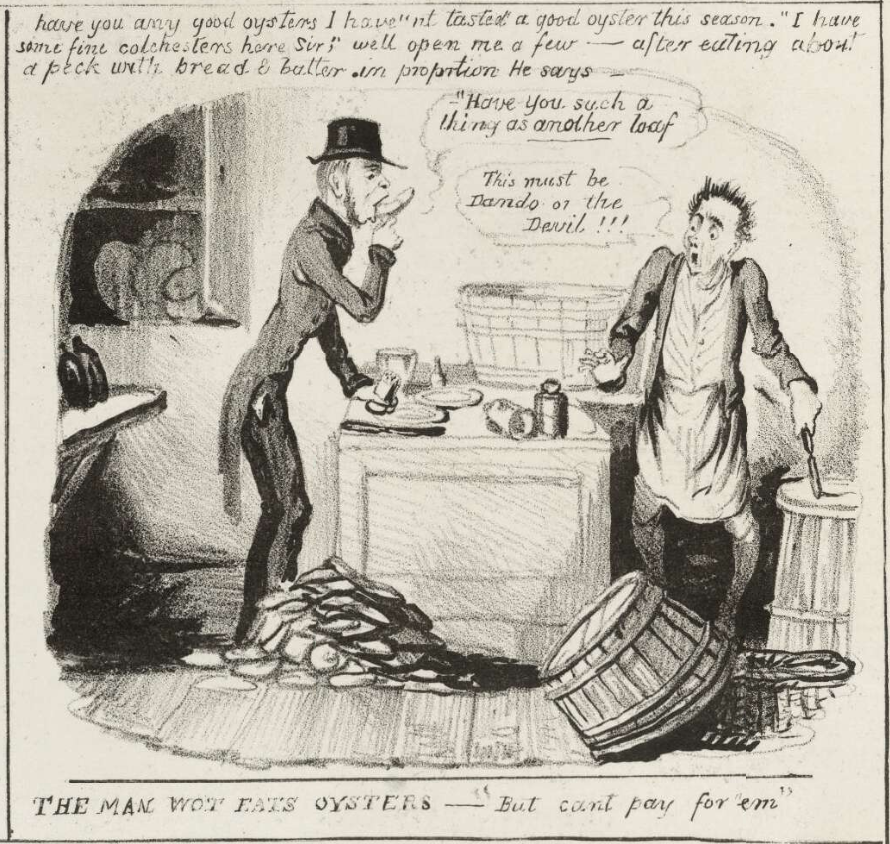
丹多的漫畫形象，1830年

爱德华·丹多（英語：Edward Dando，約1803年—1832年8月28日）是一位英国窃贼，他曾在食品店、旅店暴食后说自己无钱付账而为公众所知晓。尽管他每次吃的食物都不尽相同，但他格外爱吃生蚝。
丹多大约在1826年开始偷盗，有资料表明他最早在1828年就已被捕。他屡次在刚被放出教养院的当天就再度开始狂吃，接着又直接被捕，过几天就又上了法庭，然后就又被关了回去。至少有一次，丹多因偷吃其他犯人的口粮而被关禁闭。丹多曾在肯特郡生活过，而他的大部分偷盗行为都是在伦敦干的，因为在他在肯特郡的日子都是在郡监狱里度过的。1832年8月，在科尔德巴斯菲尔德监狱服刑期间，丹多染上了霍亂（当时正是第二次霍乱大流行期间），最终病亡。
伦敦各大日报以及地方报纸就像之前报导丹多的古怪行为时一样，都以同情的口吻报导了他的死。他的名字也成了某人暴食且不付账的代名詞。曾有多首诗歌和谣曲都以丹多为主题。1837年，英国小说家威廉·梅克比斯·薩克萊写了一篇大致以丹多为原型的短篇小说；剧作家爱德华·斯特林亦曾将丹多写入戏剧。在查尔斯·狄更斯对丹多的描写中，他被拿来与亚历山大大帝相比。